# Paradijs (Tröckener Kecks)
Paradijs is een nummer van de Nederlandse band Tröckener Kecks uit 1997. Het is de eerste single van hun tiende soloalbum Dichterbij dan ooit.
"Paradijs" werd een klein succesje in Nederland. De ballad bereikte de 19e positie in de Tipparade.

## Tracklijst
1. "Twintig-jaar-geleden-meisje" (live)
2. "Maria" (live)
3. "Paradijs" (live)